# Convocações para o Campeonato Europeu de Futebol de 2012
Este artigo lista os convocados para o Campeonato Europeu de Futebol de 2012 competição que será realizada na Polónia e Ucrânia, entre 8 de junho e 1 de julho de 2012.

## Participantes
- Nota: a relação dos convocados está em ordem numérica da numeração das camisas.